# Ghiacciaio Gulkana
Il ghiacciaio Gulkana (Gulkana Glacier in inglese) è un ghiacciaio dell'Alaska centro-meridionale che si origina nella parte orientale catena dell'Alaska e si sviluppa in direzione sud.

## Accessibilità
Il ghiacciaio è accessibile dall'autostrada Richardson a circa 140 chilometri dalla cittadina di Glennallen vicino al miglio 197 e al monumento Richardson dedicato al costruttore della strada (dalla strada la fronte del ghiacciaio dista una decina di chilometri). In prossimità del ghiacciaio un ponte sospeso permette ai pedoni di attraversare il torrente Phelan (Phelan Creek).

## Descrizione fisica
Il dislivello del ghiacciaio è di circa 1.300 metri (la base è a 1.160 m s.l.m.; mentre il campo di ghiaccio dal quale si forma si trova a 2.470 m s.l.m.). I primi dati sono stati raccolti nel 1966. Da allora il ghiacciaio si è ritirato di 0,4 metri all'anno, rallentando nel contempo il suo moto di scivolamento. Da maggio/giugno a agosto/settembre il ghiacciaio perde uno spessore che varia da 2 a 5 metri. Il ghiacciaio viene definito come un ghiacciaio di valle multi-ramificato situato in un regime climatico continentale. La temperatura media dell'aria annua a 1770 m s.l.m. è di - 5 °C con precipitazioni annue di 1600 mm.

## Geologia
Il Gulkana è uno dei ghiacciai più monitorati a lungo termine dalla United States Geological Survey (USGS) (è stato classificato come uno dei "ghiacciai di riferimento"). La ricerca della USGS prevede lo studio sui cambiamenti climatici e sui processi idrologici relativi ai ghiacciai in generale; in particolare il ghiacciaio Gulkana (insieme ad altri vicini ghiacciai come il ghiacciaio Wolverine e Cascade) è studiato per il suo movimento, per lo scolo glaciale, l'equilibrio di massa (misura della salute o cambiamento della struttura, consistenza, densità e altro del ghiaccio) e i dati metrici del suo flusso.

## Alcune immagini del ghiacciaio

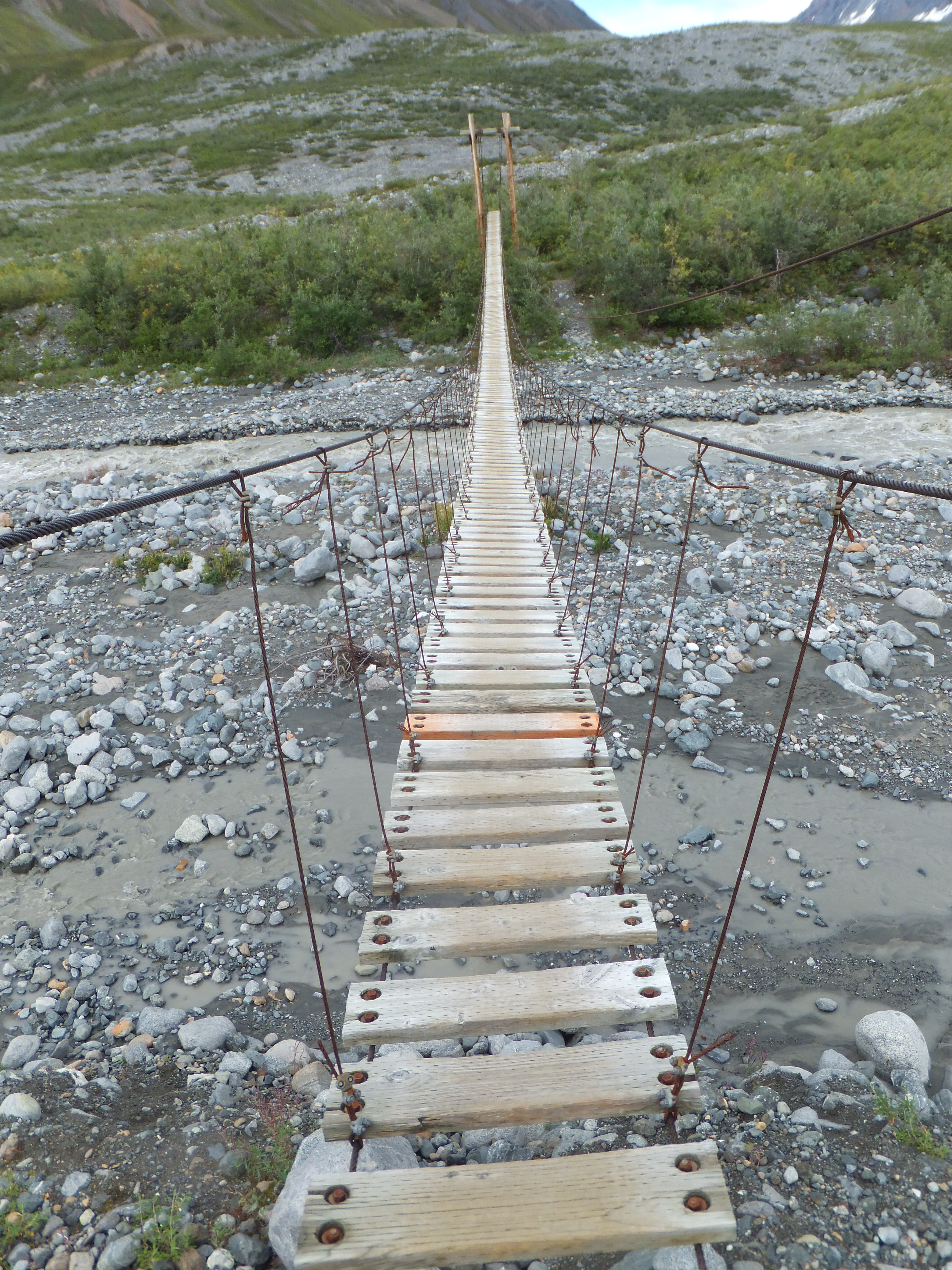
Ponte sospeso sul Phelan Creek
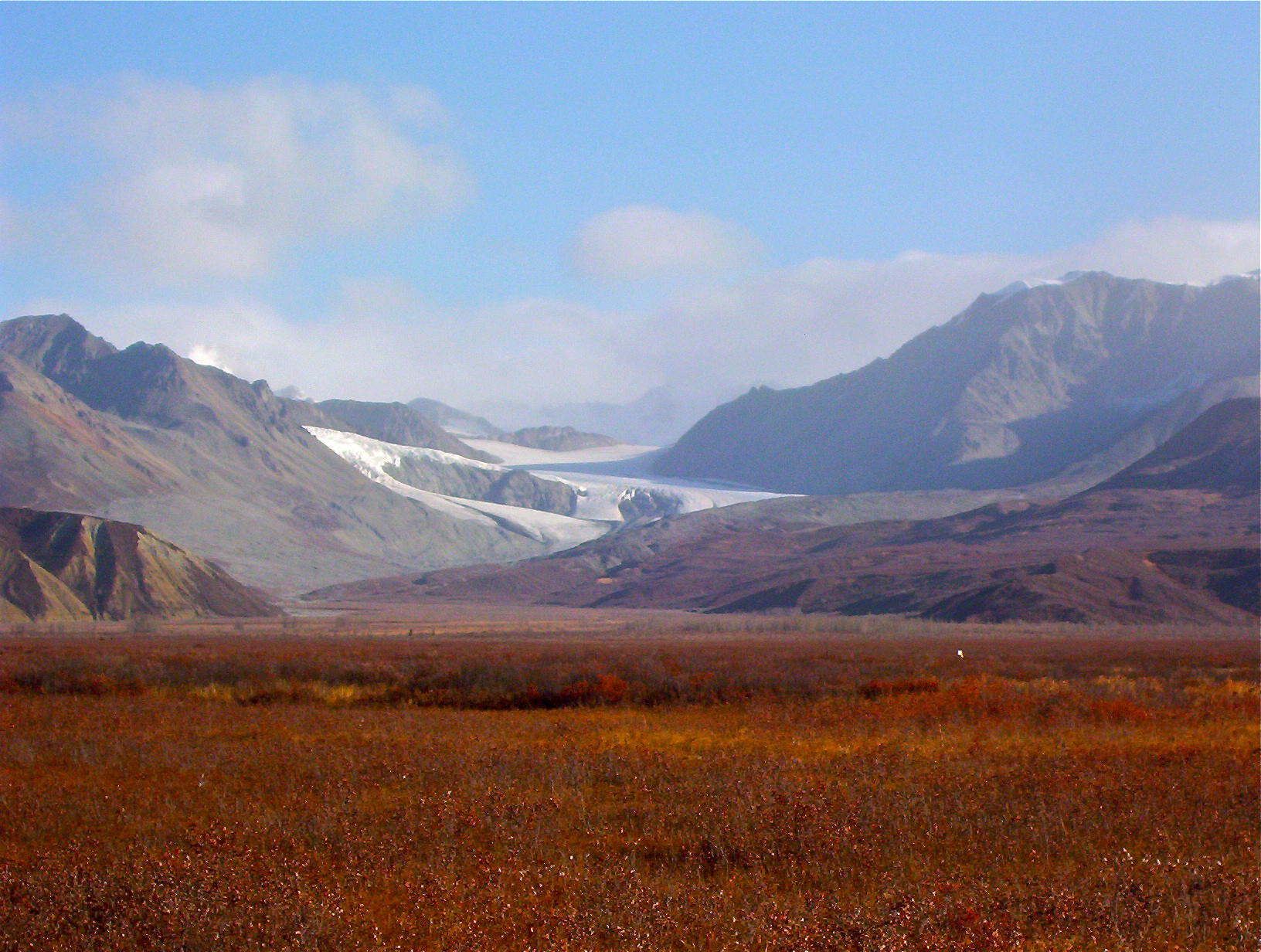
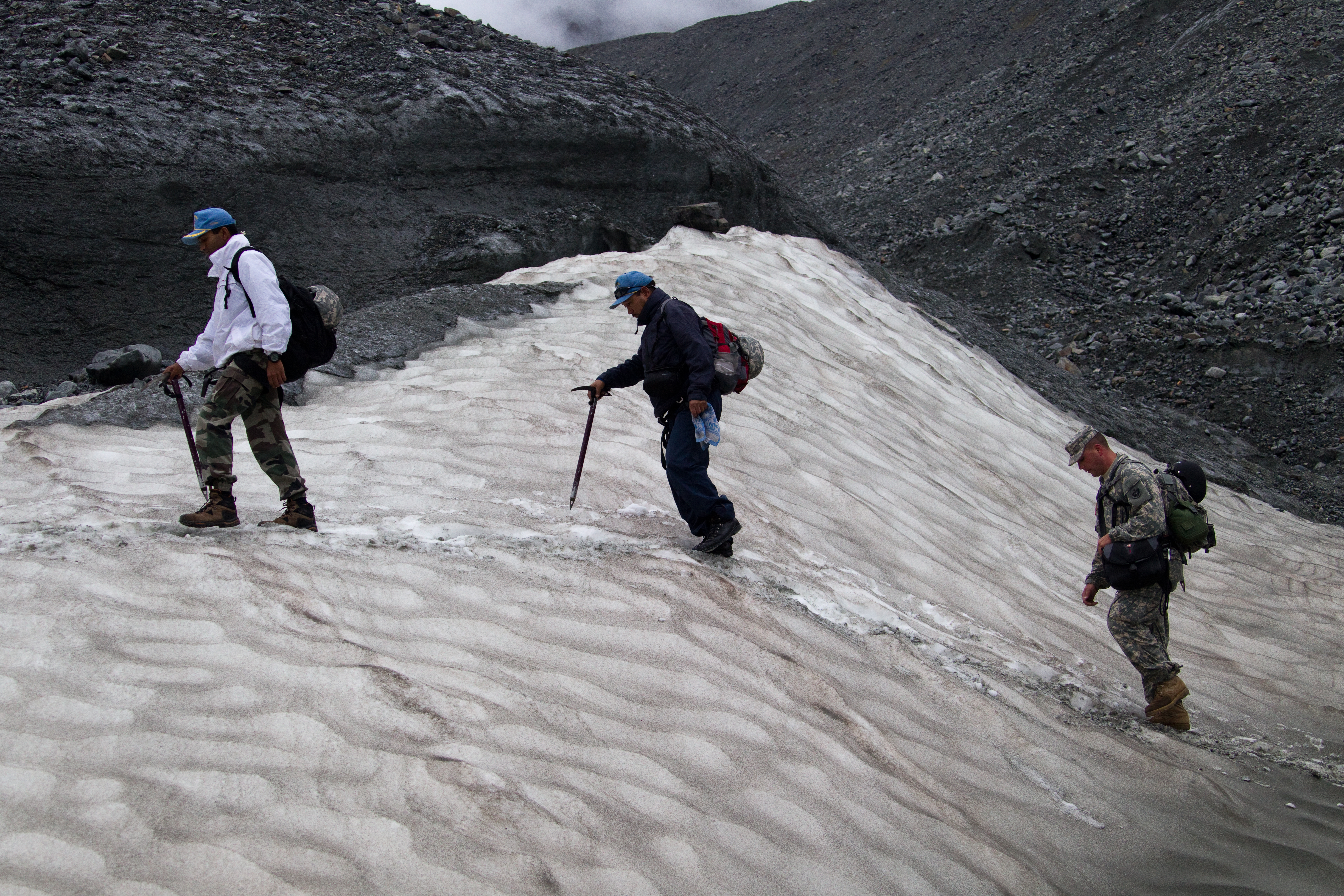
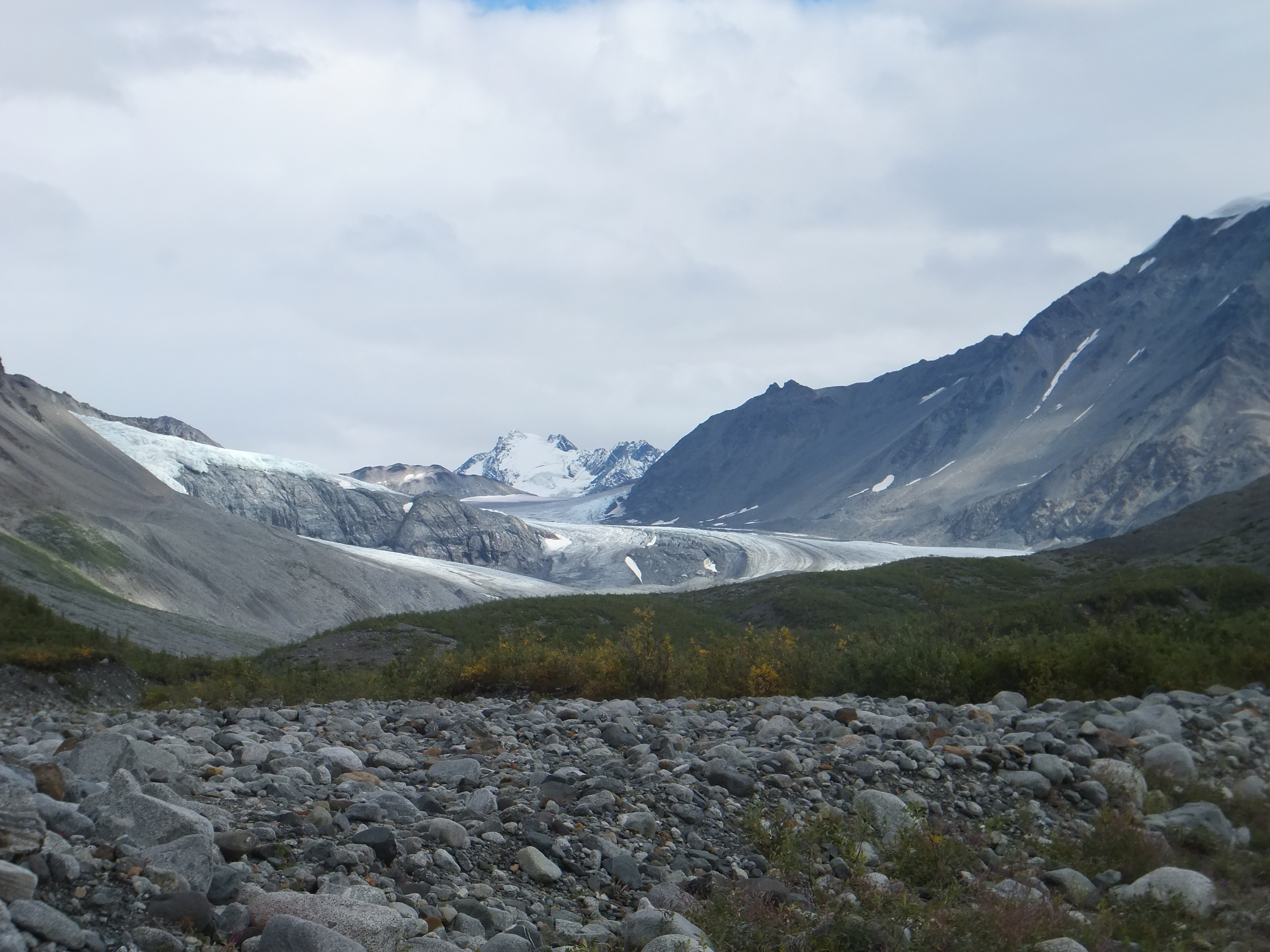